# Mark West
Mark Andre West (ur. 5 listopada 1960 w Petersburgu) – amerykański koszykarz, skrzydłowy, trener koszykarski, aktualnie dyrektor do spraw relacji z zawodnikami w klubie Phoenix Suns.

## Osiągnięcia
Na podstawie, o ile nie zaznaczono inaczej.
NCAA
- 2-krotny MVP turnieju ECAC-South (1980, 1982)
- Zaliczony do:
  - składu Honorable Mention All-American (1981, 1982)
  - Galerii Sław Sportu:
    - ODU Sports Hall of Fame (1988)
    - Virginia Sports Hall of Fame (2006)
    - Hampton Roads African American Sports Hall of Fame (2004)
- Uczelnia zastrzegła należący do niego numer 45 (1984)

NBA
- Finalista NBA (1993)[3]
- Lider NBA w skuteczności rzutów z gry (1990)[4]

Reprezentacja
- Wicemistrz świata (1982)[5]